# Raquel Torres
Raquel Torres (Hermosillo, Sonora, 11 de noviembre de 1908-Los Ángeles, California, 10 de agosto de 1987) fue una actriz mexicana. Realizó su carrera en Estados Unidos y se estableció como una de las primeras figuras hispano-americanas de Hollywood.

## Biografía y carrera

### Primeros años
Paula Marie Osterman nació en Hermosillo, Sonora, el 11 de noviembre de 1908, perteneciente a una familia de origen alemán. Su hermana Renee Torres también desarrolló una carrera como actriz.

### Trayectoria actoral
Comenzó su carrera en el cine a los 19 años de edad, y obtuvo atención inmediata gracias a la cinta de W. S. Van Dyke White Shadows in the South Seas (1928), la primera película de MGM en sincronizar música, diálogos y efectos de sonido. Torres rápidamente se colocó en la industria de Hollywood como una de las entonces pocas actrices latinas en la misma. Al año siguiente, actuó con Lili Damita y Ernest Torrence en The Bridge of San Luis Rey (1929), la primera versión cinematográfica de la novela clásica de Thornton Wilder. Otra película de Raquel en ese año, fue The Desert Rider (1929), junto a Tim McCoy. Continuó actuando en ambientes tropicales en The Sea Bat (1930) y Aloha (1931). Eventualmente colaboró con los comediantes Bert Wheeler y Robert Woolsey en So This Is Africa (1933) y junto a los Hermanos Marx en Sopa de ganso (1933). 
Raquel se retiró abruptamente tras su matrimonio con el empresario Stephen Ames en 1935, exmarido de la actriz Adrienne Ames. Posteriormente su marido produjo una serie de películas de cine B durante la posguerra, pero Raquel ya nunca regresaría a la industria del cine. Ames murió en su vigésimo aniversario de bodas en 1955, y entonces Raquel se casó con el actor Jon Hall.

## Muerte
El 10 de agosto de 1987, Torres falleció a los 78 años de edad en Los Ángeles, California, a causa de un infarto agudo de miocardio. Su cuerpo fue sepultado en una cripta del cementerio Forest Lawn Memorial Park, ubicado en Glendale, California.

## Filmografía parcial
- White Shadows in the South Seas (1928)
- The Bridge of San Luis Rey (1929)
- The Desert Rider (1929)
- The Sea Bat (1930)
- Aloha (1931)
- So This Is Africa (1933)
- The Woman I Stole (1933)
- Duck Soup (1933)
- Red Wagon (1933)
- Go West, Young Man (1936)